# Hávnatka
Hávnatka (Peltigera) je rod lišejníků z čeledi hávnatkovitých (Peltigeraceae). Jeho zástupci často osídlují povrch půdy, ale někdy se vyskytují v mechu, na stromech a skalách, v podstatě po celém světě. Mnoho hávnatek obsahuje jen sinicového fotobionta (tzv. cyanolišejníky, sinice bývá v útvaru, kterému se říká cefalodium), další druhy obsahují oba fotobionty (řasu i sinici) a některé mají jen řasu.
Mezi známé hávnatky patří např. hávnatka psí (P. canina) či hávnatka bradavičnatá (P. aphthosa).